# Ер Југославија
Ер Југославија (Air Yugoslavia) је била чартер авио-компанија са седиштем у Београду. Основана је 1969. године и летела је на домаћим и међународним дестинацијама, највише из базе на аеродрому Београд и аеродрому Загреб. Користила је авионе матичне авио-компаније Југословенског аеротранспорта.
Ер Југославија је и даље била у групи ЈАТ-а после распада Југославије, али није обавила ниједан лет дуже од десет година. У 2005. години Јат ервејз је заменио Ер Југославију са одељењем за чартере и туризам.

## Дестинације
Ово је списак дестинација до којих је Ер Југославија некада летела: 

### Са аеродрома Београд
Дубровник, Задар, Загреб, Љубљана, Марибор, Ниш, Охрид, Пула, Приштина, Ријека, Сарајево, Скопље, Сплит, Титоград, Тиват

### Са аеродрома Загреб
Београд, Диселдорф, Дубровник, Задар, Пула, Сплит, Тиват, Хамбург, Штутгарт